# Legenda o Devič'ej Bašne
Legenda o Devič'ej Bašne (Легенда о Девичьей Башне) è un film del 1924 diretto da Vladimir Balljuzek.